# Challenger de Canberra 2024
El torneo Canberra Tennis International 2024 fue un torneo de tenis perteneció al ATP Challenger Tour 2024 y a la WTA 125K serie 2024 en la categoría Challenger 125 y WTA 125s. Se trató de la 6.ª edición para los hombres y las mujeres, el torneo tuvo lugar en la ciudad de Canberra (Australia), desde el 1 hasta el 6 de enero de 2024 para los hombres y para las mujeres sobre pista dura al aire libre.

## Jugadores participantes del cuadro de individuales
| Favorito | País                      | Jugador             | Rank1 | Posición en el torneo |
| -------- | ------------------------- | ------------------- | ----- | --------------------- |
| 1        | Bandera de Alemania       | Dominik Koepfer     | 77    | CAMPEÓN               |
| 2        | Bandera de Francia        | Alexandre Müller    | 81    | Primera ronda         |
| 3        | Bandera de Argentina      | Facundo Díaz Acosta | 95    | Primera ronda         |
| 4        | Bandera de Francia        | Arthur Rinderknech  | 96    | Primera ronda         |
| 5        | Bandera de Estados Unidos | Michael Mmoh        | 105   | Segunda ronda         |
| 6        | Bandera de Bélgica        | David Goffin        | 111   | Cuartos de final      |
| 7        | Bandera de Italia         | Luca Nardi          | 118   | Primera ronda         |
| 8        | Bandera de Eslovaquia     | Alex Molčan         | 119   | Primera ronda         |

- 1 Se ha tomado en cuenta el ranking del 18 de diciembre de 2023.

### Otros participantes
Los siguientes jugadores recibieron una invitación (wild card), por lo tanto ingresan directamente al cuadro principal (WC):
- Melisa Ercan
- Maya Joint
- Emerson Jones
- Taylah Preston

Los siguientes jugadores ingresan al cuadro principal tras disputar el cuadro clasificatorio (Q):
- Fiona Ferro
- Rebecca Marino
- Kaylah McPhee
- Céline Naef
- Rebecca Peterson
- Katherine Sebov
- Ella Seidel
- Daria Snigur

### Individuales femenino
| Tenista           | Ranking | Preclasificada |
| Viktorija Golubic | 83      | 1              |
| Nao Hibino        | 94      | 2              |
| Jodie Burrage     | 96      | 3              |
| Danka Kovinić     | 97      | 4              |
| Kamilla Rakhimova | 99      | 5              |
| Wang Yafan        | 100     | 6              |
| Renata Zarazúa    | 104     | 7              |
| Sara Errani       | 105     | 8              |

- Clasificación del 18 de diciembre de 2023.

### Dobles femenino
| Tenista                         | Ranking | Preclasificadas |
| Nao Hibino Irina Khromacheva    | 215     | 1               |
| Harriet Dart Anna-Lena Friedsam | 277     | 2               |
| Jodie Burrage Jil Teichmann     | 294     | 3               |
| Anna Bondár Irina Khromacheva   | 316     | 4               |

## Campeones

### Individual Masculino
- Dominik Koepfer venció a  Jakub Menšík por 6–3, 6–2

### Individual Femenino
- Nuria Párrizas venció a  Harriet Dart por 6–4, 6–3

### Dobles Masculino
- Daniel Rincón /  Abdullah Shelbayh vencieron a  André Göransson /  Albano Olivetti por 7–6(4), 6–3.

### Dobles Femenino
- Veronika Erjavec /  Darja Semeņistaja vencieron a  Kaylah McPhee /  Astra Sharma por 6–2, 6–4